# Győrfi Pál
Győrfi Pál (Budapest, 1965. december 3. –) magyar mentőtiszt, az Országos Mentőszolgálat szóvivője, egészségszakértő, kommunikációs szakember, közéleti személyiség.

## Élete

### Fiatalkora, tanulmányai
Győrfi Pál zenész családban született, édesapja fúvós hangszereken játszott, édesanyja zongorista volt. Saját bevallása szerint már 6 éves korától mentős szeretett volna lenni. Gimnáziumi tanulmányait követően nem vették fel a Semmelweis Egyetemre, ezért 1983 és 1998 között az Országos Mentőszolgálatnál mentőápoló, majd mentőtiszt pozícióban dolgozott. 1994-ben a HIETE Egészségügyi Főiskolán mentőtiszti diplomát szerzett. 2000-ben újabb diplomát szerzett, ezúttal mégis a Semmelweis Egyetemen mentálhigiénés szakember szakirányon. Ennek oka az volt, hogy véleménye szerint az esetek nagy részében a mentősnek lelki eredetű problémákat is kezelni kell.
1998 és 2002 között a SmithKline Beecham Consumer Healthcare Kft. (későbbi nevén GlaxoSmithKline) multinacionális gyógyszeripari vállalat tudományos munkatársaként és értékesítőjeként dolgozott főállásban. Emellett azonban – heti egy alkalommal, titokban – éjszakai mentősként tovább dolgozott. Ebben az időben (2002) szerezte meg harmadik, PR diplomáját. Ezt a mentősöket érintő kommunikációs feladatok érdekében tette.

### Az Országos Mentőszolgálat szóvivője
2004-ben felkérték, legyen az Országos Mentőszolgálat szóvivője. Ezt azzal a feltétellel fogadta el, hogy újraszervezheti az egész intézmény kommunikációs rendszerét, ezért ő lett az Országos Mentőszolgálat kommunikációs és PR-igazgatója is. Bár a mentőszolgálat vezetőit azóta többször váltották, Győrfi szakmai elismertségét mutatja, hogy közel két évtizede megmaradt pozíciójában. Fontos célja a mentősök helyzetének javítása.
Szóvivő és kommunikációs feladatai mellett Győrfi több helyen oktat és alkalmi előadásokat is tart. Gyakran szerepel televíziókban. Honlapja szerint napjainkig körülbelül 500 előadást és 100 tréninget tartott, mintegy 10 000 interjút adott.
2006–2007-ben a Maria Galland Magyarország marketing igazgatója is volt.
2020-ban, a koronavírus-járvány idején rengetegszer szerepelt a tévében, különböző figyelemfelhívásokkal.

### Magánélete
Első feleségétől egy gyermeke (Dániel) született. Második feleségével, dr. Salgó Adriennel 2009-ben kötött polgári házasságot; a templomi esküvőt 2019-ben tartották. Második feleségétől három gyermeke (Lilla, Aliz, Ádám) született.

## Érdekességek
2020 májusában Sztaracsek Ádám komáromi cukrász tortát nevezett el róla.